# Теодорс Бљугерс
Теодорс Бљугерс (лет. Teodors Bļugers — Рига, 15. август 1994) професионални је летонски хокејаш на леду који игра на позицијама централног и крилног нападача. 
Године 2012. учествовао је на улазном НХЛ драфту где га је у 2. рунди као 52. пика одабрала америчка екипа Питсбург пенгвинса. 
Члан је сениорске репрезентације Летоније за коју је на међународној сцени дебитовао на светском првенству 2017. године.